# Euxoa waltharii
Euxoa waltharii là một loài bướm đêm trong họ Noctuidae.